# Pierluigi Gollini
Pierluigi Gollini (* 18. März 1995 in Bologna) ist ein italienischer Fußballtorhüter. Er steht bei der AS Rom unter Vertrag.

## Karriere

### Im Verein
Gollini verließ die Jugend von SPAL Ferrara nach nur einem Jahr 2010 in Richtung Toskana, wo er bei der AC Florenz unterkam. Auch bei der Fiorentina blieb er nicht lange. Bereits im März 2012 wechselte er nach England zum Rekordmeister Manchester United, wo er den Rest seiner Junionrenzeit verbrachte. Ohne Perspektive bei den Red Devils kehrte er 2014 nach Italien zurück und schloss sich Hellas Verona an, wo er bereits früh während der Saison 2014/15 zum Einsatz kam: Sein Debüt in der Serie A feierte er am 24. September 2014 beim 2:2-Remis gegen den CFC Genua. Nach einer weiteren Partie im September kam er im Laufe der Saison nur ein weiteres Mal zum Einsatz und verbrachte den Großteil der Saison auf der Bank.
Auch zu Beginn der Spielzeit 2015/16 lief Gollini zunächst nur selten auf. Gegen Ende des Jahres setzte er sich jedoch durch und erlangte den Stammplatz im Tor von Hellas. Im Juli 2016 wechselte Gollini zu Aston Villa und wurde auf Anhieb Stammtorhüter. Im Januar 2017 wurde er jedoch an Atalanta Bergamo verliehen. Im Juli 2021 wurde seine Leihe zu den Tottenham Hotspur bekannt. Der englische Klub sicherte sich zudem eine Kaufoption.
Zur Saison 2022/23 wurde Pierluigi Gollini auf Leihbasis mit anschließender Kaufoption von der AC Florenz verpflichtet. Ende Januar 2023 wechselte Gollini auf Leihbasis zur SSC Neapel. Der Leihvertrag wurde für die Saison 2023/24 verlängert. Im Sommer 2024 folgte die Leihe zum CFC Genua.
Am 24. Januar 2025 wechselte Gollini für eine Million Euro zur AS Rom.

### In der Nationalmannschaft
Von 2012 bis 2017 lief Gollini für verschiedene Juniorenauswahlen Italiens auf. Im Mai 2017 wurde er von Nationaltrainer Gian Piero Ventura für ein Freundschaftsspiel Italiens gegen San Marino nominiert, blieb jedoch ohne Einsatz. Am 15. November 2019 kam er im EM-Qualifikationsspiel gegen die Mannschaft aus Bosnien-Herzegowina zu seinem ersten und bisher einzigen Länderspiel, als er in der 88. Minute für Gianluigi Donnarumma eingewechselt wurde. Seit seiner letzten Nominierung im Mai 2022 wurde Gollini nicht mehr berücksichtigt.

## Erfolge
SSC Neapel
- Italienischer Meister: 2022/23